# Carpione (cucina)
Il carpione è una preparazione utilizzata per la marinatura di carne, pesce e verdure in una soluzione di aceto con cipolle aromatizzate con salvia, alloro, pepe ed eventuali altre erbe officinali. Il carpione è tipico della cucina piemontese. e di quella dei laghi lombardi.

## Storia

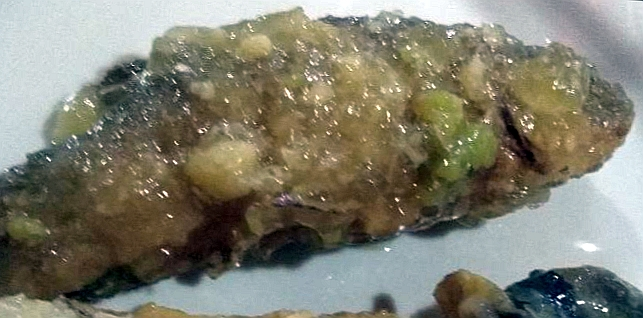
Una tinca in carpione

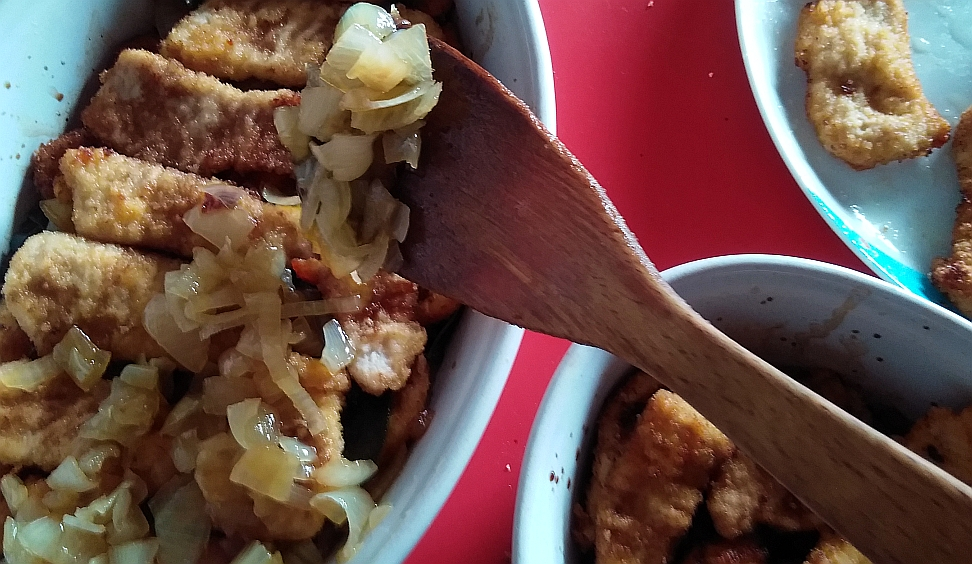
Fesa di tacchino in carpione: aggiunta della marinata di cipolle

La preparazione dei cibi in carpione è piuttosto antica e nacque in ambiente rurale prima della diffusione del frigorifero anche perché consentiva una più lunga conservazione di cibi rispetto ad altri generi di cottura, soprattutto nel periodo estivo. La marinatura ha inoltre il pregio di coprire il sapore di fango che spesso assumono i pesci di acqua dolce come la carpa (a cui si deve il nome della preparazione), che si ciba di insetti che vivono nel fango delle rive dei corsi d'acqua e la tinca. Dall'ambiente contadino questo modo di cucinare i cibi si diffuse anche tra la borghesia per mezzo delle donne di campagna che prestavano servizio presso famiglie cittadine più benestanti.

## Utilizzo
I cibi in carpione vengono in genere serviti freddi, a piacere guarniti con anelli di cipolla bianca. Si tratta di ricette particolarmente apprezzate nel periodo estivo. Possono essere utilizzati sia come antipasto sia come secondo.